# Acricotopus majalis
Acricotopus majalis är en tvåvingeart som först beskrevs av Jean-Jacques Kieffer 1924.  Acricotopus majalis ingår i släktet Acricotopus och familjen fjädermyggor.
Artens utbredningsområde är Tyskland. Inga underarter finns listade i Catalogue of Life.